# Eupithecia galsworthyi
Eupithecia galsworthyi es una especie de polilla de la familia Geometridae. La especie fue descrita por primera vez por Vladímir Gueórguievich Mirónov y Jan Šumpich en 2022, con distribución en China. El holotipo de la especie fue hallado en el monte Laji Shan a 3070 metros sobre el nivel del mar, a poca distancia de Xining, provincia de Qinghai. La polilla es parte del grupo de especies Eupithecia fletcherata y de morfología muy similar a otra especie china descubierta también en la misma época, Eupithecia inopinata. La especie debe su nombre a Anthony Galsworthy, lepidopterista, naturalista y embajador inglés en China.

## Descripción
Es una polilla pequeña con una envergadura de 22 milímetros (0,9 plg) y de color marrón girsáceo. Su cabeza y noto cubiertos de escamas blanquecinas. El ala trasera es marrón, más pálida que el ala anterior, con rastros de líneas transversales y un punto discal pequeño, ovoide, negruzco.